# Florence Hartmann
Florence Hartmann (17 de febrero de 1963 en Francia) es una periodista, autora francesa y activista de los derechos humanos. En 2011, recibió el premio de los Derechos Humanos por el conjunto de su trabajo, otorgado por el Comité Helsinki de Croacia. En marzo de 2016 fue detenida en instalaciones para criminales de guerra del Tribunal Penal Internacional para la ex Yugoslavia, por negarse a pagar una multa impuesta por ese tribunal. El arresto de Hartmann coincidió con el receso por Semana Santa del tribunal de manera que los primeros cuatro días de su detención sus abogados no pudieron contactar a ningún responsable judicial y los pasó aislada, con luces siempre encendidas y con inspecciones cada 15 minutos. Mientras tanto, ella pudo observar que los criminales de guerra detenidos en las mismas instalaciones tenían condiciones mucho más cómodas. Luego de cuatro días de encarcelamiento, Hartmann fue liberada el 29 de marzo por "buena conducta".

## Biografía
Trabajó durante once años en el periódico Le Monde, cubriendo sobre todo los conflictos en ex Yugoslavia. En 1999, publicó Milosevic, la diagonale du fou (Milosevic, la diagonal del loco), reeditado en 2002.
Entre 2000 y 2006, fue portavoz y consejera sobre los Balcanes de la fiscal del Tribunal penal internacional para la ex Yugoslavia (TPIY) Carla Del Ponte. De 2000 a 2003, fue igualmente la portavoz de la fiscalía del Tribunal penal internacional para Ruanda (TPIR). Publicó, en septiembre de 2007, Paix et châtiment, Les guerres secrètes de la politique et de la justice internationales (Paz y castigo, Las guerras secretas de la política y la justicia internacional), en donde escribe sobre el funcionamiento del Tribunal penal internacional para ex Yugoslavia. 
En octubre de 1992, Florence Hartmann fue la primera periodista en revelar la existencia de la masacre de Ovčara (en Croacia) en donde se encontraron los cuerpos de 263 personas arrestadas en el hospital de Vukovar y ejecutadas en una granja de los alrededores el 20 de noviembre de 1991 por las fuerzas serbias. El 25 de mayo de 2006, atestiguó ante el TPIY en el proceso «Vukovar» contra tres oficiales del Ejército popular yougoslavo (JNA), Mile Mrkšić, Miroslav Radić y Veselin Šljivančanin, inculpados por la ejecución de los prisioneros del hospital de Vukovar.
Florence Hartmann recibió el 10 de diciembre de 2011 el premio de los Derechos Humanos por el conjunto de su trabajo, otorgado por el Comité Helsinki de Croacia.

## Polémicas

### Reproches dirigidos a Carla del Ponte
En abril de 2008, Florence Hartmann reprochó públicamente a Carla Del Ponte, fiscal del Tribunal penal internacional para la ex Yugoslavia (TPIY) que hubiese publicado en sus memorias rumores sobre tráfico de órganos por albanokosovares sobre civiles serbios a pesar de la ausencia de todo elemento de prueba jurídicamente válido. Después de haber subrayado la inverosimilitud de las alegaciones, recuerda que el rol de un tribunal es establecer hechos comprobados con el fin de distinguirlos de los rumores, la propaganda y el revisionismo de mala fe.

### Inculpación por la divulgación de informaciones confidenciales y su condena
El 27 de agosto de 2008, fue procesada por el TPIY por la «divulgación de informaciones que implican decisiones confidenciales del TPIY». Estas decisiones conciernen un acuerdo entre el TPIY y Serbia que permitió esconder pruebas cruciales de la implicación de Serbia en la masacre de Srebrenica con el fin de evitar una eventual condena al estado serbio en la Corte internacional de justicia.
En las tres páginas implicadas (páginas 120-122) de su libro Paz y castigo y anteriormente en su artículo sobre el mismo asunto Vital Genocide documents concealed (Sellados documentos vitales de un genocidio), Hartmann reveló que los jueces de la Sala de apelaciones del TPIY habían de hecho violado las normas internacionales y el reglamento de procedimiento del TPIY cuando habían concluido el acuerdo con Serbia.
El TPIY nunca desmintió lo escrito por Hartmann, tampoco le reprocha el haber divulgado las pruebas que Serbia deseaba proteger, ni tampoco la acusa de haber violado una obligación de reserva como antigua portavoz del TPIY. 
El 7 de febrero de 2009, el fiscal general reconoció que Hartmann nunca tuvo acceso a las decisiones confidenciales de las Sala de apelaciones del TPIY, con relación al acuerdo entre el Tribunal y Serbia, ni durante el ejercicio de sus funciones ni durante la redacción de su libro ni de su artículo.
La razón de su proceso, que se abrió el 15 de junio de 2009, fue "Establecer si, además de las pruebas que podían implicar el estado serbio en el genocidio de la población de Srebrenica, las informaciones reveladas, a saber la existencia, la fecha, las partes implicadas, estaban también protegidas por la orden de confidencialidad del Tribunal". 
El lunes 14 de septiembre de 2009 en La Haya, la Sala de primera instancia condenó a Hartmann a pagar 7 000€ de multa por "ultraje al tribunal" por haber divulgado informaciones clasificadas confidenciales. Durante el juicio se reconoció que las informaciones confidenciales con relación al acuerdo entre el TPIY y Serbia por las cuales Florence Hartmann fue acusada habían sido reveladas con anterioridad en otras publicaciones. La Sala concluye en cambio que el modo de razonamiento, aplicado por los jueces para proteger al Estado serbio de una condena por la CIJ para genocidio a Srebrenica, no era todavía de dominio público.
Se han mencionado varias objeciones a la decisión en contra de la Sra. Hartmann:
- La divulgación del razonamiento jurídico no formaba parte de la acusación presentada contra Florence Hartmann.
- El razonamiento que Florence Hartmann critica por estar ajustado a derecho ya había sido evocado anteriormente por el mismo TPIY, incluso antes de las publicaciones de Sra.Hartmann.[10]
- Finalmente, ningún principio de derecho internacional permite a un tribunal mantener la confidencialidad del razonamiento que lo llevó a tomar una decisión ni suspender el derecho a la libertad de expresión con relación a este razonamiento.

«Es un mal día para los periodistas, los historiadores que investigan sobre los hechos y para las víctimas que tienen derecho a la verdad» declaró el abogado de la defensa Guénaël Mettraux. «Es un veredicto que intenta imponer el silencio sobre las actividades del TPIY» ha estimado por su parte Reporteros sin fronteras. Las asociaciones de víctimas han condenado por otra parte este juicio que, según ellas, atenta contra sus intereses y desprecia obligaciones inherentes a la resolución 827 (párrafo 7, de 1993) del Consejo de Seguridad de las Naciones Unidas, al origen del establecimiento del TPIY.
Luego de intentar apelar a la decisión, el 19 de julio de 2011, Sala de apelaciones del TPIY rechazó la totalidad de la apelación y confirmó la condena de Florence Hartmann por «divulgación de un razonamiento jurídico confidencial ». 
Hartmann depositó los 7 000 € de multa en una cuenta bancaria creada para ese fin en Francia e invitó al TPIY a pedir la asistencia de las autoridades francesas para recobrar estos fondos con el fin de pagar la multa. La justicia francesa optó por verificar la legalidad del proceso antes de transferir los fondos. 
El 16 de noviembre de 2011, el TPIY conmuta la multa en pena de siete días de prisión y lanzó una orden de arresto internacional contra Florence Hartmann.
El 27 de diciembre de 2011, Francia informó al TPIY que no disponía de  «ningún fundamento jurídico que le permita proceder al arresto y remisión al Tribunal de Florence Hartmann». Igualmente los Países Bajos optaron por no acatar la orden de arresto.

### Arresto
El 24 de marzo de 2016 Hartmann fue abordada por la policía de las Naciones Unidas en una zona de césped fuera del tribunal, donde los sobrevivientes de Bosnia y los familiares de las víctimas estaban reunidos para esperar el veredicto sobre el líder serbobosnio, Radovan Karadzic. Los manifestantes trataron de cerrar filas a su alrededor para evitar que ella fuera detenida, pero la policía logró separarla, y llevársela al tribunal. Varias organizaciones humanitarias y personalidades expresaron su indignación ante el arresto. En opinión de Bernard-Henri Lévy el arresto de Hartmann es una ofensa, no solo a ella sino también a la noción de justicia internacional. Pasó cinco de los siete días a los que fue condenada y luego fue liberada por "buena conducta".

## El caso de Srebrenica
El libro L'affaire Srebrenica: le sang de la realpolitik (El caso Srebrenica: la sangre de la realpolitik) de Hartmann, fue publicado por Éditions Don Quichotte, París, el 5 de julio de 2015. El libro es un análisis de los eventos que condujeron a la caída de Srebrenica.

## Publicaciones
- Milosevic, la Diagonale du fou, Denoël, octubre de 1999.
- Paix et Châtiment, Flammarion, septiembre de 2007.
- Lanceurs d'alerte, les Mauvaises Consciences de nos Démocraties, DonQuichotte, febrero de 2014
- Le Sang de La Realpolitik : L'Affaire Srebrenica, DonQuichotte,  julio de 2015,[18][19]